# Mahmut Altay
Mahmut Altay (ur. 23 maja 1978) – turecki zapaśnik walczący w stylu klasycznym. Zajął dziewiąte miejsce na mistrzostwach świata w 2005. Brązowy medalista mistrzostw Europy w 2006. Triumfator igrzyskach śródziemnomorskich w 2005. Wojskowy mistrz świata w 2003 roku.
Pierwszy w Pucharze Świata w 2002; trzeci w 2001 i 2006; szósty w 2003 roku.